# 中华民国—圣座关系
- 關於中華人民共和國與聖座之關係，請見「中華人民共和國—梵蒂岡關係」。
- 關於中國歷史上與聖座的雙邊歷史，請見「中梵關係」。
- 關於中華民國與中文有「聖」字之國家的外交關係，請見「中聖關係」。

中華民國—教廷關係是指中華民國與聖座（也称“教廷”或“罗马教廷”）之間的外交關係，現多依雙方政府的所在地——臺灣及梵蒂岡而以台梵關係通稱。1942年雙方建交後，聖座在外交上承認中華民國政府代表整個中國，並維持至中華民國政府遷台後。由於梵蒂岡位於羅馬城內，中華民國駐教廷大使館與其他同聖座建交的國家一樣設於羅馬，為唯一非設於駐在國領土內的中華民國使館。聖座則在臺北設教廷駐華大使館，惟1971年中華民國退出聯合國後，聖座僅派代辦常駐至今。
中華民國外交部表示，雖因國際因素導致教廷駐華使節的職稱及銜級有所改變，然而雙方關係基於共享自由、人權、和平及博愛等普世價值保持邦誼密切友好。

## 歷史

### 雙邊關係
1922年，教廷派任首任宗座代表剛恆毅駐節於當時中華民國首都北京。至1942年7月，教廷正式與中華民國建立外交關係，正式派駐宗座使節於中國，而中華民國於1943年於羅馬設駐教廷公使館，首任駐教廷公使為謝壽康。1946年中國教會聖統制建立後，教廷於首都南京設立駐華使館。
1949年兩岸分治，中華人民共和國成立，并未撤回驻华公使黎培里，而是继续留在南京，事實上與撤往台北的中華民國政府中斷官方交流而開始與新的北京中共政權接觸，但仍承認中華民國，而並未承認中華人民共和國。为此，中华民国外交部部长吴铁城还曾表示不满。1951年時任教廷駐華公使黎培理總主教因砲擊天安門案被逐出中國大陸，9月6日到達香港，翌年轉往台灣。
中華民國政府遷至台灣後，教廷於1949年後繼續承認其為代表中國之政府，並且於1952年在臺北恢復設置「教廷駐華公使館」（銜牌上為楷書的正體字，並有拉丁文——與在中國大陸時的一樣）。1959年6月中華民國政府將駐教廷公使館升格為大使館。1966年12月24日，教廷宣布台北的驻华教廷公使馆升格为教廷大使馆，任命高理耀为首任驻华大使。

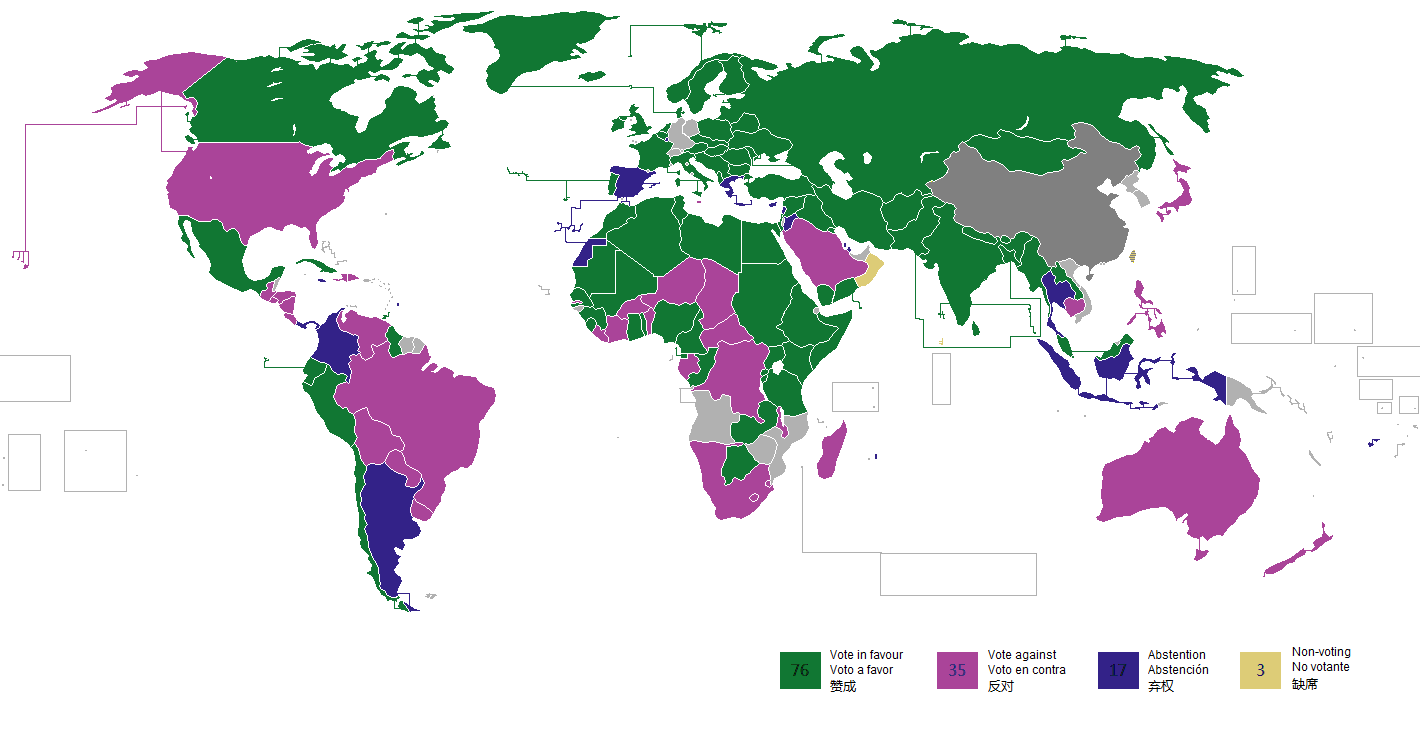
灰色國家表示非聯合國會員國，聖座為觀察員，因此不能對中華民國續留聯合國一案參與投票，即《聯合國大會2758號決議》。

1971年10月，由於教廷非聯合國會員國，因此無法就《2758號決議文》的中國代表權問題表態。中華民國退出聯合國後，教廷召回駐華大使葛錫迪述職，並自此葛錫迪常以「度假」為由長期未於使館內辦公，1973年起在雙方外交斡旋後葛錫迪常駐孟加拉，改為駐華兼使，雖保有大使頭銜，但僅重大活動（如總統就職典禮時）會返華參與。此後教廷派駐公使或參贊銜臨時代辦暫代館務，1979年4月底已被派任駐南非及賴索托大使的末代駐華兼使葛錫迪離任後便常駐南非，教廷亦未再指派新任駐華大使，40餘年來雖仍維持大使級外交關係並保留雙方使館及往來，但僅由最低層級的參贊銜臨時代辦常駐臺北至今。而教廷作為國際組織的觀察員，大致上不涉入個別國家的世俗議題；在中華民國邦交國聯合遞函時，教廷通常會依例派員陪同而未參與連署或發言。
1984年，教宗若望保禄二世將萬金天主堂列為宗座聖殿。
1998年1月18日，教廷宣布擢升天主教高雄教區主教單國璽為樞機，2月21日於梵蒂岡接受教宗晉封，成為第一位以台灣主教身分擔任樞機者。
2009年8月，台灣發生嚴重水災，教宗本篤十六世宣布捐款五萬美元給災民。
2011年，教宗本篤十六世任命29名宗座醫療牧靈委員會顧問，輔仁大學董事長劉振忠總主教、輔仁大學醫學院院長鄒國英為亞洲僅有的2名新顧問。
2017年5月15日，台梵簽署《關於涉及洗錢、相關前置犯罪及資助恐怖主義金融情資交換合作瞭解備忘錄》，是教廷在亞太地區第一個簽署合作的對象。
2018年1月24日，天主教媒体《亚洲新闻》报道，梵蒂冈在主教任命问题上向北京让步。台湾多名立法委员担忧此举会让两国关系回暖，影响到台湾和梵蒂冈的关系，对此外交部表示“持續瞭解並密切注意其發展，隨時就相關情勢研析”。
2018年9月22日，中華人民共和國與梵蒂岡簽署臨時性主教任命協議，不過教廷方面表示在外交上依然會承認中華民國而並未改變邦交關係。
2021年4月2日，臺灣太魯閣號列車發生事故造成重大傷亡，教宗方濟各致函中華民國總統蔡英文表達對罹難者的深切哀悼、教廷外交部長加拉格爾亦發文表示哀悼。

### 人員交流
1994年6月，中華民國外交部長錢復訪問梵蒂岡。
1997年1月，中華民國副總統連戰訪問梵蒂岡，是歷年最高層級的中華民國政府官員。
1998年，中華民國總統夫人曾文惠訪問梵蒂岡，參加教宗若望保祿二世的就職20周年紀念典禮。總統府秘書長黃昆輝訪問梵蒂岡，參加單國璽主教晉升樞機典禮；教廷萬民福音部部長董牧閣樞機訪台，接受輔仁大學頒授榮譽博士學位。聖職部部長賈士榮樞機訪台，參加國際聖召會第八屆亞太大會。宗座醫療牧靈委員會主席洛薩諾總主教訪台，參加國際天主教護士暨社會福利救濟委員會第十六屆世界大會。末代教廷駐華大使、宗座促進基督信徒合一委員會主席葛錫迪樞機與國務院人事處長魏嘉諾總主教訪台。
1999年，中華民國外交部長胡志強訪問梵蒂岡；教廷宗座科學院秘書長桑齊斯、教育部次長畢達訪台。
2000年，中華民國外交部長田弘茂訪問梵蒂岡；教廷宗座一心委員會主席高德士總主教訪台。
2002年3月，中華民國副總統呂秀蓮前往匈牙利參加「國際自由聯盟」第51屆年會，在過境義大利時前往梵蒂岡會見國務樞機卿陶然。
2003年7月，中華民國總統夫人吳淑珍訪問梵蒂岡，參加教宗若望保祿二世的就職25周年紀念典禮。
2005年4月7日，中華民國總統陳水扁訪問梵蒂岡，參加教宗若望保祿二世的葬禮，為首次中華民國國家元首出訪梵蒂岡。中華民國總統府與行政院自3日起降半旗2日以示哀悼。
2009年，教廷宗座一心委員會決定「亞洲人道援助國際會議」在台灣召開，由輔仁大學主辦。會議吸引29國約450位人道援助領袖代表出席，包括5位樞機、逾80位總主教與主教以及NGO負責人等。
2010年，輔仁大學主辦「紀念利瑪竇逝世四百週年國際學術研討會」，吸引歐洲、美洲、亞洲、澳洲共17國逾90位學者發表論文、全球逾300位學者與會。教廷文化委員會秘書長、中華民國駐教廷大使、教廷駐華大使館代辦及義大利駐台經貿辦事處代表等人出席開幕式。
2013年3月，中華民國總統馬英九及夫人周美青由國家安全會議秘書長袁健生、外交部次長史亞平及輔仁大學校長江漢聲陪同訪問梵蒂岡，參加教宗方濟各的就職典禮，途中與美國副總統拜登、德國總理梅克爾、智利總統皮涅拉、哥斯大黎加總統秦齊亞等各國領袖自然互動。
2014年，中華民國外交部與輔仁大學邀請梵蒂岡宗座聖樂院代表團訪台，輔大與聖樂院締結姊妹校。
2016年2月4日，「天國的寶藏─教廷文物特展」在國立故宮博物院開展，總統馬英九、宗座國際聖體大會委員會總主教馬里尼（Archbishop Piero Marini）、教廷駐華大使館代辦陸思道（Monsignor Paul Russell）、天主教臺北總教區總主教洪山川、第十四屆副總統當選人陳建仁、監察院長張博雅、行政院政務委員馮燕、蔡玉玲、外交部長林永樂、內政部次長林慈玲、文化部長洪孟啟及故宮博物院院長馮明珠等均出席。
2016年9月4日，中華民國副總統陳建仁訪問梵蒂岡，參加德雷莎修女的封聖典禮，並與教宗方濟各會面；方濟各說，「我會為台灣人民祈禱，也請你們為我祈禱」，陳建仁也面邀教宗訪台。
2018年2月，中華民國立法院外交及國防委員會組團訪問梵蒂岡，拜會聖座國務院資深官員，表達台灣人民對教宗的問候，並轉達總統蔡英文對教宗方濟各訪台的邀請。立委蔡適應表示，教廷與中華人民共和國談判，關係到中國宗教自由議題，受全球與各宗教矚目，期盼教廷以更高更廣的格局視角，樹立典範。
2018年10月14日，中華民國副總統陳建仁訪問梵蒂岡，參加教宗保祿六世等人的封聖典禮，並與教宗方濟各會面，陳建仁也面邀教宗訪台，其後梵蒂岡表示教宗沒有計畫訪台。
2019年10月13日，中華民國副總統陳建仁訪問梵蒂岡，參加紐曼樞機等人的封聖典禮，並與教宗方濟各會面，陳建仁也面邀教宗訪台。
2022年9月4日，中華民國前副總統陳建仁以特使身分訪問梵蒂岡，參加教宗若望保祿一世榮列真福品大典，並與教宗方濟各會面，陳建仁亦在出訪期間獲教宗授頒宗座科學院院士證章。
2023年1月5日，中華民國前副總統陳建仁以特使身分訪問梵蒂岡，參加教宗本篤十六世的葬禮。
2025年3月12日，中華民國前副總統陳建仁率台灣教友團訪問梵蒂岡。
2025年4月25日，中華民國前副總統陳建仁以特使身分訪問梵蒂岡，參加教宗方濟各的葬禮。
2025年5月18日，中華民國前副總統陳建仁以特使身分訪問梵蒂岡，參加教宗良十四世的就職典禮。

## 交通

### 航空客運
因梵蒂岡城位於義大利首都羅馬西北角，有直航班機可達，來往雙邊之客運航線如下：
- 臺北-桃園 → 羅馬-菲烏米奇諾（由中華航空經營）

## 圖廊

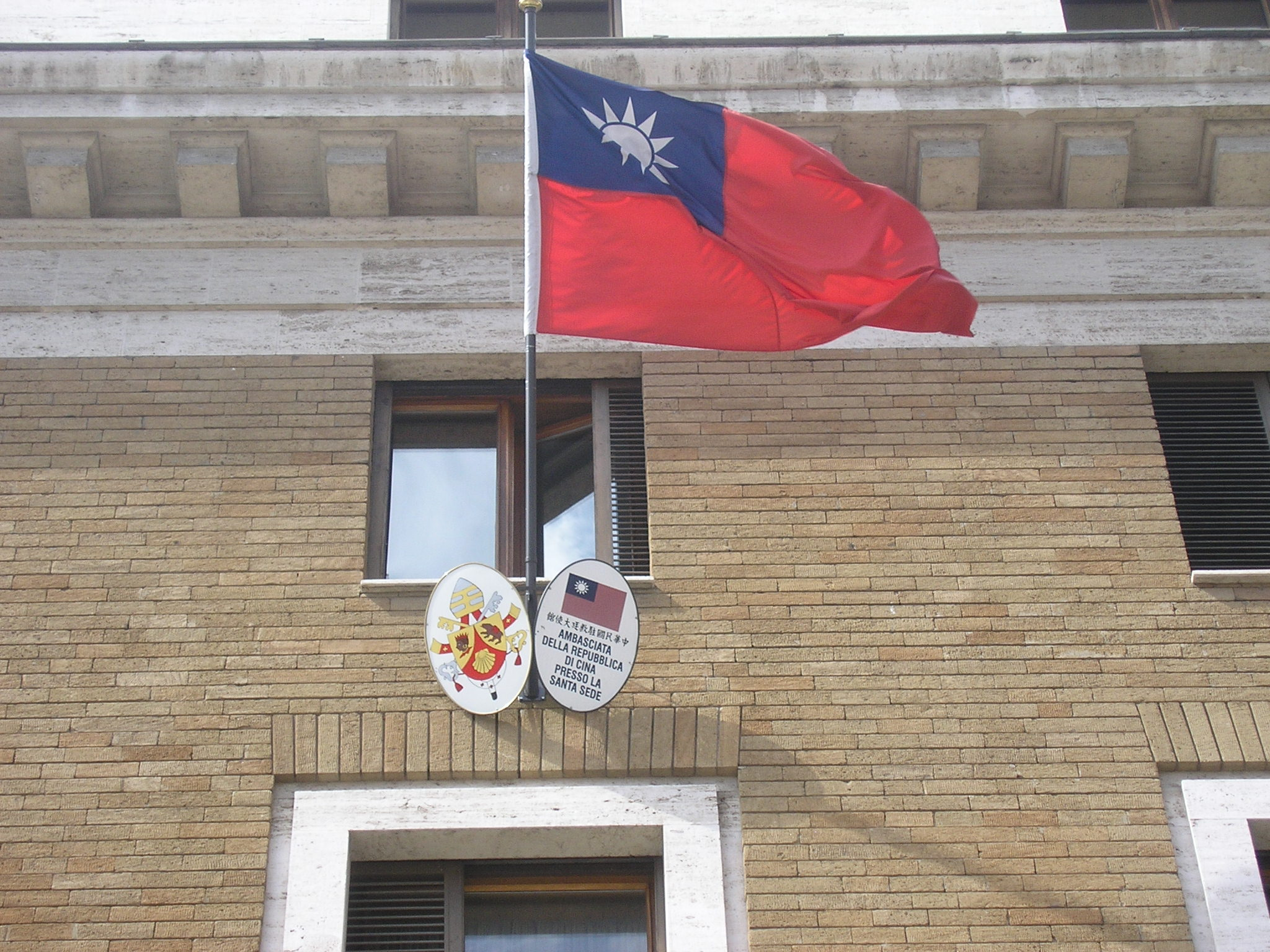
位於義大利罗马协和大道4號的中華民國駐教廷大使館
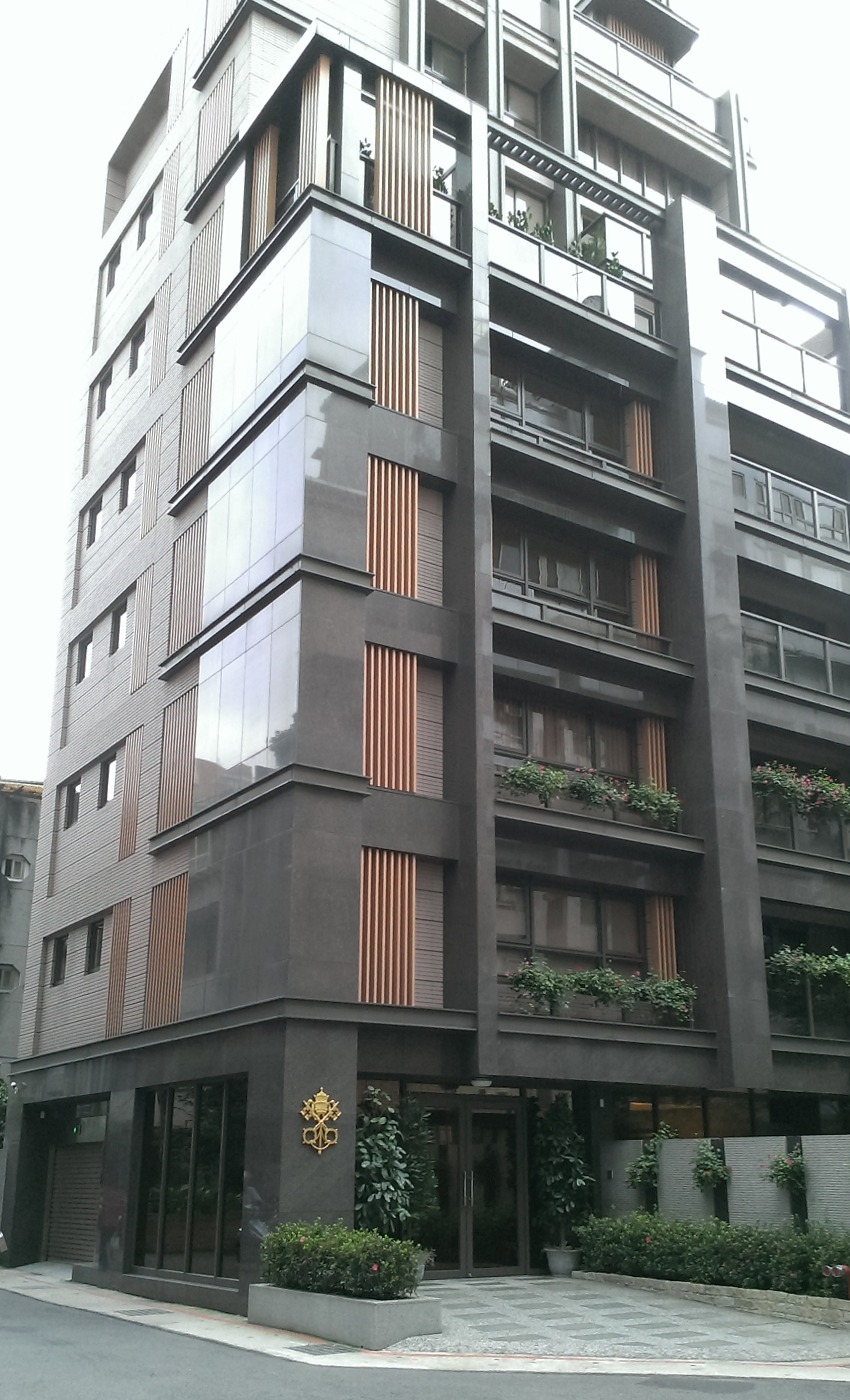
位於臺北市和平東路二段265巷7-1號的教廷駐華大使館

### 引用
1. ↑  . 中華民國外交部全球資訊網. 外交部 （中文（臺灣））.
2. ↑  the Holy See https://unterm.un.org/unterm2/zh/view/unhq/5aa0882e-a9db-4deb-9a7e-c1308de42d5f
3. ↑  . Secretariat of State. May 31, 2007  [2017-01-11]. （原始内容存档于2020-10-17） （英语）.
4. ↑  .   [2017-08-11]. （原始内容存档于2017-08-11）.
5. 1 2 3  .   [2016-09-10]. （原始内容存档于2020-11-21）.
6. ↑  .   [2012-01-01]. （原始内容存档于2014-07-14）.
7. ↑  .   [2019-11-25]. （原始内容存档于2020-11-05）.
8. ↑  .   [2019-11-25]. （原始内容存档于2020-11-04）.
9. ↑  公眾外交協調會. . 中華民國外交部. 1998年1月19日  [2020年4月26日]. （原始内容存档于2020年11月5日）.
10. ↑  .   [2012-12-26]. （原始内容存档于2015-12-08）.
11. ↑  .   [2017-05-17]. （原始内容存档于2020-11-21）.
12. ↑  . 苹果日报 (台湾). 2018-01-24  [2018-01-24]. （原始内容存档于2018-01-25）.
13. ↑  公眾外交協調會. . 中華民國外交部. 2021年4月4日  [2021年4月4日]. （原始内容存档于2021年4月11日）.
14. ↑  公眾外交協調會. . 中華民國外交部. 1994年6月23日  [2019年2月12日]. （原始内容存档于2020年11月5日）.
15. ↑  華視新聞. . 中華電視公司. 1997年1月14日  [2020年5月25日]. （原始内容存档于2020年11月5日）.
16. ↑  公眾外交協調會. . 中華民國外交部. 1998年2月13日  [2020年4月27日]. （原始内容存档于2020年11月5日）.
17. ↑  公眾外交協調會. . 中華民國外交部. 1998年2月8日  [2020年4月27日]. （原始内容存档于2020年11月5日）.
18. ↑  公眾外交協調會. . 中華民國外交部. 1998年5月19日  [2020年5月3日]. （原始内容存档于2020年11月5日）.
19. ↑  公眾外交協調會. . 中華民國外交部. 1998年9月4日  [2020年5月15日]. （原始内容存档于2020年11月5日）.
20. ↑  公眾外交協調會. . 中華民國外交部. 1998年12月17日  [2020年5月23日]. （原始内容存档于2020年11月5日）.
21. ↑  公眾外交協調會. . 中華民國外交部. 1999年2月18日  [2020年5月23日]. （原始内容存档于2020年11月5日）.
22. ↑  公眾外交協調會. . 中華民國外交部. 1999年6月1日  [2020年5月24日]. （原始内容存档于2020年11月5日）.
23. ↑  公眾外交協調會. . 中華民國外交部. 1999年6月7日  [2020年5月25日]. （原始内容存档于2020年11月5日）.
24. ↑  公眾外交協調會. . 中華民國外交部. 2000年6月24日  [2020年6月6日]. （原始内容存档于2020年11月5日）.
25. ↑  公眾外交協調會. . 中華民國外交部. 2000年1月11日  [2020年6月6日]. （原始内容存档于2020年11月5日）.
26. ↑  公眾外交協調會. . 中華民國外交部. 2002年3月18日  [2022年6月10日]. （原始内容存档于2022年6月13日）.
27. ↑  公眾外交協調會. . 中華民國外交部. 2002年3月19日  [2022年6月10日]. （原始内容存档于2022年6月13日）.
28. ↑  公眾外交協調會. . 中華民國外交部. 2003年7月20日  [2022年7月4日]. （原始内容存档于2022年7月5日）.
29. ↑  程平、林育如. . 聯合新聞網. 2018年2月21日  [2018年4月22日]. （原始内容存档于2019年5月3日）.
30. ↑  .   [2012-12-26]. （原始内容存档于2012-12-21）.
31. ↑  .   [2012-12-26]. （原始内容存档于2015-04-15）.
32. ↑  .   [2016-01-08]. （原始内容存档于2016-03-04）.
33. ↑  .   [2014-06-27]. （原始内容存档于2020-11-05）.
34. ↑  總統出席國立故宮博物院「天國的寶藏─教廷文物特展」開幕典禮，中華民國總統府
35. ↑  .   [2017-09-03]. （原始内容存档于2020-11-20）.
36. ↑  .   [2016-11-21]. （原始内容存档于2016-11-21）.
37. ↑  黃雅詩. . 中央社. 2018年2月5日  [2019年10月13日]. （原始内容存档于2020年11月5日）.
38. ↑  . 風傳媒. 2018-10-19  [2018-10-21]. （原始内容存档于2020-11-05）.
39. ↑  黃雅詩. . 中央社. 2019-10-13  [2019-10-13]. （原始内容存档于2020-11-05）.
40. ↑  總統府新聞. . 中華民國總統府. 2022-09-02  [2022-12-26]. （原始内容存档于2022-12-26）.
41. ↑  黃雅詩. . 中央社. 2022-09-11  [2022-12-26]. （原始内容存档于2022-09-29）.
42. ↑  溫貴香. . 中央社. 2023-01-01  [2023-01-01]. （原始内容存档于2023-01-01）.
43. ↑  黃雅詩. . 中央社. 2025-03-13  [2025-04-25]. （原始内容存档于2025-04-06）.
44. ↑  黃雅詩. . 中央社. 2025-04-25  [2025-04-25]. （原始内容存档于2025-04-25）.
45. ↑  黃雅詩. . 中央社. 2025-05-19  [2025-05-19]. （原始内容存档于2025-05-19）.

## 外部連結
- 中華民國外交部教廷簡介 （页面存档备份，存于） （繁體中文）(Facebook （页面存档备份，存于） 、X)

- 中華民國駐教廷大使館 （页面存档备份，存于） （繁體中文）（英文）(Facebook （页面存档备份，存于） 、X)